# El Poal
|  | Aquest article tracta sobre el municipi català. Vegeu-ne altres significats a «Poal (desambiguació)». |

El Poal és un poble i municipi de la comarca del Pla d'Urgell. Va pertànyer a la Noguera fins que el Pla d'Urgell va ser creat com a unitat administrativa.

## Geografia
- Llista de topònims del Poal (Orografia: muntanyes, serres, collades, indrets..; hidrografia: rius, fonts...; edificis: cases, masies, esglésies, etc).

El Poal està situat aproximadament a uns set quilòmetres del nord de Mollerussa, concretament a la zona d'influència del Canal d'Urgell, limita al nord amb Linyola, al sud amb El Palau d'Anglesola, a l'est amb Vila-sana i a l'oest amb Bellvís. És al sector de l'esquerra del riu Corb, a llevant de Bellvís.
- Altitud: 215 metres
- Superfície: 9 km²
- Habitants: 660 persones

## Economia
En aquesta fèrtil plana, regada pel Canal Auxiliar de l'Urgell, es conreen productes de regadiu com els farratges, blat de moro, cereals i arbres fruiters, i a més la ramaderia complementa l'economia del municipi.
Els sectors d'ocupació de la població són: agrari, indústria, construcció i serveis.
Així mateix es disposa d'un complex dotat amb piscines i instal·lacions esportives.

## Demografia
| 1497 f | 1515 f | 1553 f | 1717 | 1787 | 1857 | 1877 | 1887 | 1900 | 1910 |
| ------ | ------ | ------ | ---- | ---- | ---- | ---- | ---- | ---- | ---- |
| -      | 9      | -      | 59   | 92   | -    | -    | -    | -    | -    |

| 1920 | 1930 | 1940 | 1950 | 1960 | 1970 | 1981 | 1990 | 1992 | 1994 |
| ---- | ---- | ---- | ---- | ---- | ---- | ---- | ---- | ---- | ---- |
| -    | 659  | 682  | 768  | 814  | 815  | 689  | 693  | 644  | 644  |

| 1996 | 1998 | 2000 | 2002 | 2004 | 2006 | 2008 | 2010 | 2012 | 2014 |
| ---- | ---- | ---- | ---- | ---- | ---- | ---- | ---- | ---- | ---- |
| 629  | 625  | 613  | 639  | 645  | 660  | 649  | 622  | 649  | 656  |

| 2016 | 2018 | 2020 | 2022 | 2024 | 2026 | 2028 | 2030 | 2032 | 2034 |
| ---- | ---- | ---- | ---- | ---- | ---- | ---- | ---- | ---- | ---- |
| 655  | 626  | 670  | 667  | 653  | -    | -    | -    | -    | -    |

El 1787 es va incorporar a Bellvís, i el 8 de maig del 1922 se'n va desagregar.

## Festes, fires i altres celebracions
- Carnestoltes:
  - Divendres de Carnestoltes (gran foc organitzat pel jovent del poble, menjar i gresca).
  - Dissabte de Carnestoltes (matança del porc)
- Festa Major: 29 d'agost
- Festa Major del Roser (2n cap de setmana de maig).
- Festa Major de Sant Joan Baptista (penúltim cap de setmana d'agost)
- Diada Nacional de Catalunya (sardinada popular amb havaneres al recinte de les piscines)

## Llocs d'interès

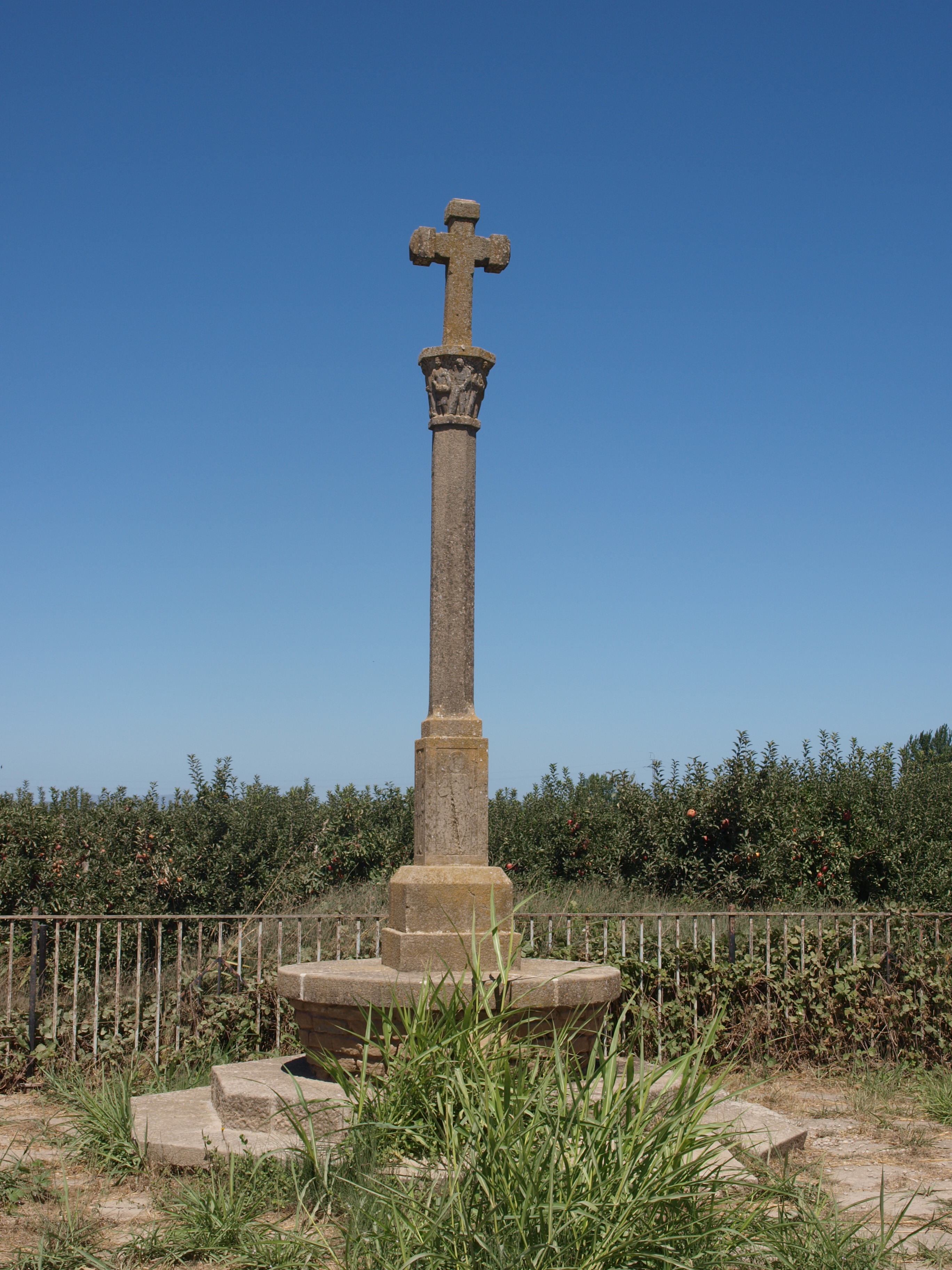
Creu de terme del Molinet

- L'Església parroquial, dedicada al degollament de Sant Joan, del S. XVIII.
- El Castell: Noble edifici del s.XVII, fou bastit el 1763 per iniciativa dels Desvalls, que van ser marquesos d'El Poal.
- Cases pairals al carrer Major: Cal Puig (del segle xvii) i Cal Francès.

## Curiositats
- Els jugadors de futbol Leo Messi i Bojan Krkic són cosins de quarta generació perquè els seus rebesavis són germans, i són nascuts a El Poal al segle xix.[2]
- Al Poal va néixer l'any 1666 Antoni Desvalls i de Vergós, qui fou anomenat comandant dels Sometents de Catalunya per tal de defensar Barcelona contra les tropes de Felip V.[3]
- Jaume Sisa va compondre el seu tema Qualsevol nit pot sortir el sol (1975) mentre treballava collint fruita al Poal.[4]